# Уанукский кечуа
Уанукский кечуа (Huánuco Quechua) — диалектный континуум кечуанских языков, диалекты которых распространены в регионе Уануко и соседних областях в Перу.

## Диалекты
- Кахатамбо-северо-лиманский диалект (Cajatambo North Lima Quechua) распространён в районах Ла-Примавера, Мангас, Пакльон (южнее реки Льямак, восточнее реки Пативилька) на северо-востоке региона Анкаш; в районах Кахатамбо, Копа, Манас, Уанкапон на северо-востоке региона Лима.
- Маргос-яровилька-лаурикочанский диалект (Margos-Yarowilca-Lauricocha Quechua) распространён в районах Апарисио-Помарес, Баньос, Кауак, Керопалька, Маргос, Обас, Рондос, Сан-Мигель-де-Каури, Сан-Педро-де-Чаулан, Сан-Франсиско-де-Асис, Хакас-Чико, Хесус, Хивия, Чавинильо, Чакабамба, Ярумайо на юго-западе и юге центрального региона Уануко.
- Панао-уанукский диалект (Pachitea Quechua, Panao Huánuco Quechua) распространён на востоке центрального региона Уануко.
- Уальяга-уанукский диалект (Huallaga Huánuco Quechua) распространён в городе Уануко на северо-востоке региона Уануко.
- Чикиан-анкашский диалект (Chiquián Ancash Quechua) распространён на восточной границе долины Корпанки и Окрос; севернее реки Льямак, западнее реки Пативилька, западнее города Болоньеси, в округе Чикиан провинции Болоньеси на юго-востоке региона Анкаш.